# Europese kampioenschappen kunstschaatsen 1913
De Europese Kampioenschappen kunstschaatsen 1913 voor mannen was de negentiende editie van het jaarlijks terugkerend evenement dat wordt georganiseerd door de Internationale Schaatsunie. Het werd gehouden in Oslo, toen nog Kristiania geheten, in Noorwegen. Het was na Trondheim in 1898 de tweede keer dat het kampioenschap in Noorwegen plaatsvond.

## Historie
De Duitse en Oostenrijkse schaatsbond, verenigd in de "Deutscher und Österreichischer Eislaufverband", organiseerden zowel het eerste EK Schaatsen voor mannen als het eerste EK Kunstschaatsen voor mannen in 1891 in Hamburg, in toen nog het Duitse Keizerrijk, nog voor het ISU in 1892 werd opgericht. De internationale schaatsbond nam in 1892 de organisatie van het EK kunstschaatsen over. In 1895 werd besloten voortaan het WK kunstschaatsen te organiseren en kwam het EK te vervallen. In 1898, na twee jaar onderbreking, vond toch weer een herstart plaats van het EK kunstschaatsen.
De vrouwen en paren zouden vanaf 1930 jaarlijks om de Europese titel strijden. De ijsdansers streden vanaf 1954 om de Europese titel in het kunstschaatsen.

## Deelname
Er namen zeven mannen uit vier landen deel aan dit kampioenschap.
Voor Ulrich Salchow was het zijn tiende deelname aan het EK. Martin Stixrud nam voor de derde keer deel. Voor Andor Szende was het zijn tweede deelname. Vier mannen maakten hun debuut op het EK.
| Zweden (3) Noorwegen (2) Hongarije (1) Oostenrijk (1) |

## Medailleverdeling
Ulrich Salchow veroverde zijn negende Europese titel. Het was zijn tiende EK-medaille. De Hongaar Andor Szende op de tweede plaats veroverde zijn enige EK-medaille. Debutant Willy Böckl op de derde plaats veroverde zijn eerste EK-medaille.
| Discipline | Goud           | Zilver       | Brons       |
| ---------- | -------------- | ------------ | ----------- |
| Mannen     | Ulrich Salchow | Andor Szende | Willy Böckl |

## Uitslagen

### Mannen
| Goud   | Ulrich Salchow (10) | Vlag van Zweden                | 12 |
| Zilver | Andor Szende (2)    | Vlag van Hongarije (1896-1915) | 14 |
| Brons  | Willy Böckl         |                                | 19 |
| 4      | Harald Rooth        | Vlag van Zweden                | 19 |
| 5      | Richard Johansson   | Vlag van Zweden                | 22 |
| 6      | Martin Stixrud (3)  | Vlag van Noorwegen             | 25 |
| 7      | Alexander Krogh     | Vlag van Noorwegen             | 29 |

Medaillewinnaars

Mannen · 
Vrouwen ·
Paren · 
IJsdansen

Toernooi

1891 · 
1892 · 
1893 · 
1894 · 
1895 · 
1896-1897 · 
1898 · 
1899 · 
1900 · 
1901 · 
1902-1903 · 
1904 · 
1905 · 
1906 · 
1907 · 
1908 · 
1909 · 
1910 · 
1911 · 
1912 · 
1913 · 
1914 · 
1915-1921 · 
1922 · 
1923 · 
1924 · 
1925 · 
1926 · 
1927 · 
1928 · 
1929 · 
1930 · 
1931 · 
1932 · 
1933 · 
1934 · 
1935 · 
1936 · 
1937 · 
1938 · 
1939 ·
1940-1946 · 
1947 · 
1948 · 
1949 · 
1950 · 
1951 · 
1952 · 
1953 · 
1954 · 
1955 · 
1956 · 
1957 · 
1958 · 
1959 · 
1960 · 
1961 · 
1962 · 
1963 · 
1964 · 
1965 · 
1966 · 
1967 · 
1968 · 
1969 · 
1970 · 
1971 · 
1972 · 
1973 · 
1974 · 
1975 · 
1976 · 
1977 · 
1978 · 
1979 · 
1980 · 
1981 · 
1982 · 
1983 · 
1984 · 
1985 · 
1986 · 
1987 · 
1988 · 
1989 · 
1990 · 
1991 · 
1992 · 
1993 · 
1994 · 
1995 ·
1996 · 
1997 · 
1998 · 
1999 · 
2000 · 
2001 · 
2002 · 
2003 · 
2004 · 
2005 · 
2006 ·
2007 ·
2008 ·
2009 ·
2010 ·
2011 ·
2012 ·
2013 ·
2014 ·
2015 ·
2016 ·
2017 ·
2018 ·
2019 ·
2020 ·
2021 · 
2022 · 
2023 · 
2024 · 
2025

WK kunstschaatsen ·
WK kunstschaatsen junioren ·
Viercontinentenkampioenschap ·
Olympische Spelen